# ジョニー・キャッシュ
ジョン・R・"ジョニー"・キャッシュ（John R. "Johnny" Cash、1932年2月26日 - 2003年9月12日）は、アメリカ合衆国のシンガーソングライター、俳優、作家、カントリー、ロック、ロカビリー歌手、作曲家。

## 人物
カントリー・ミュージシャンを中心に、20世紀の一部のミュージシャンに影響を与えたと見られている。カントリーのアイコンとして知られているが、曲やサウンドのジャンルの幅はロック、ロカビリー、ブルース、ロック、クリスチャン・ミュージックと多岐に亘る。この多様性により、カントリー・ミュージック殿堂、ロックの殿堂、ゴスペル・ミュージックの殿堂と複数の殿堂入りを果たした。活動の初期にはサン・レコードに所属し、ロカビリーのレコードを発表した。エルヴィス・プレスリーとは、レーベル・メイトであった。
特徴のある深いバス=バリトンの声、バックバンドのザ・テネシー・スリーの独特のサウンド、憂鬱と謙虚な振る舞いを併せ持つ反逆のイメージ、刑務所の無料コンサート、ニックネーム「メン・イン・ブラック」の元となったトレードマークの黒服の着用で知られている。コンサートでは常にシンプルに「Hello, I'm Johnny Cash. 」で始まり、続いて名曲『Folsom Prison Blues 』を演奏していた。
キャッシュの音楽の多く、特に後年の作品は悲哀、道徳的試練、贖罪をテーマにしている。『I Walk the Line 』、『Folsom Prison Blues 』、『Ring of Fire 』、『Ghost Riders in the Sky』、『Guess Things Happen That Way 』、『Man in Black 』などの曲で知られている。他にも『One Piece at a Time 』、『A Boy Named Sue 』、後に妻となるジューン・カーター・キャッシュ（en:June Carter Cash）とのデュエット『Jackson 』、鉄道をテーマにした『ヘイ・ポーター』、『Rock Island Line 』などユーモラスな曲もある。後年、キャッシュはナイン・インチ・ネイルズの『Hurt 』など、20世紀のロックをいくつかカヴァーした。
2003年に死去するまでに放ったヒット曲数は140曲以上で、そのヒット曲最多売上曲数は世界記録保持者エルヴィス・プレスリーの151曲に迫る数字である。年間4枚以上アルバムを発売した年も多い。レコードとCDの累計売上がこれまでに5,000万枚を記録しており、グラミー賞も11回受賞し、ほかにも数々の受賞歴を持っている。「ロックの反逆性と、カントリーの哀愁、フォークの語り口」といわれる独自の世界観を持つ歌が特徴で、クリス・クリストファーソンやリック・ルービン、マール・ハガード、U2のボノ、ボブ・ディラン、ウィリー・ネルソン、ウェイロン・ジェニングス、アル・ゴアらから共感や尊敬を得ている。支持政党はアメリカ民主党。
キャッシュは53歳の時に、カントリーぎらいで有名なフランク・ザッパと出会った。両者とも民主党支持だったため相性が良かったのか、後日ザッパはコンサートでキャッシュの「リング・オブ・ファイア」を歌った。
前妻との娘ローザンヌ・キャッシュ（81年に「セブン・イヤー・エイク」のヒットあり）や、ジューンとの息子ジョン・カーター・キャッシュ、ジューンと前前夫の娘カーリーン・カーターなども歌手である。
「ローリング・ストーンの選ぶ歴史上最も偉大な100人のシンガー」において第21位。
「ローリング・ストーンの選ぶ歴史上最も偉大な100組のアーティスト」において第31位。
「Q誌の選ぶ歴史上最も偉大な100人のシンガー」において第14位。

## プロフィール

### 生い立ち
1932年、アーカンソー州キングスランドにレイ・キャッシュ(1897年5月13日 - 1985年12月23日)とキャリー・クロヴリー(旧姓リヴァーズ、1904年3月13日 - 1991年3月11日)のもとに7人きょうだいの4番目として生まれた。空軍に入隊する際、イニシャルの使用ができなかったため法的にジョン・R・キャッシュと名付けた。1955年、サン・レコードと契約する際、芸名としてジョニー・キャッシュと名付けた。
キャッシュの兄弟は、ロイ、マーガレット・ルイーズ、ジャック、J・R、リーバ、ジョアンヌ、トミーである。キャッシュの末の弟のトミー・キャッシュもカントリー・アーティストとして成功をおさめた。
1935年3月、キャッシュが3歳の時、アーカンソー州ダイエスに住んでいた。一家は同州ダイエスの失業救済局作業場で綿花を育て生計を立てており、彼も5歳頃から兄ジャックとともに家族の農業の手伝いをし、働きながら家族で歌っていた。この農場は少なくとも2回洪水被害に遭っており、この経験を基に後に『Five Feet High and Rising 』を作曲した。世界恐慌のあおりを受けて家計は逼迫し、この経験を基に多くの曲を作曲した。
キャッシュは兄のジャックととても仲が良かった。1944年5月、農場の機械に巻き込まれ、あやうく2人とも被害に遭うところであったが、1週間の重体の後1944年5月20日ジャックのみが15歳で亡くなった。キャッシュはこの出来事に関してしばしば罪悪感を口にしていた。自伝『Cash: The Autobiography 』によると、あの朝父はいなかったが、父も母もそしてジャックもまるで予兆を感じていたかのようで、母はジャックに仕事に行かずに釣りに行くよう促していた。ジャックは家計のことを考え仕事を選んだ。死の淵でジャックは天国と天使が見えると語った。数十年後、キャッシュは天国で兄と会えることが楽しみだと語った。
幼少の頃、ゴスペルやラジオから大きな影響を受けた。母や幼馴染からギターを習い、12歳で演奏および作曲を始めた。若い頃は高めのテナーの声で、その後バス=バリトンになった。カーター・ファミリーのメンバーでカーター家の次女のジューン・カーターは、のちに彼の妻となった。高校生の時、地元のラジオ局で歌っていた。数十年後、伝統的なゴスペル曲を集めたアルバム『My Mother's Hymn Book 』を発表した。ジャック・ベニーのラジオ番組で毎週デニス・デイが歌っていた伝統的アイルランド音楽にも大きな影響を受けた。
1950年7月7日、アメリカ空軍に入隊した。テキサス州サンアントニオにあるラックランド空軍基地での基礎訓練、ブルックス空軍基地での技術訓練の後、ドイツのランヅバーグにある合衆国空軍通信保安部の第12通信隊にソビエト軍のモールス信号傍受オペレーターとして配属された。ここで彼は「ザ・ランヅバーグ・バーバリアンズ」という名のバンドを初めて組織した。彼が初めて傍受したニュースはヨシフ・スターリンの死であった。1954年7月3日、三等軍曹となり、テキサス州に戻った。

### 結婚および家族
1951年7月18日、空軍訓練中、サンアントニオのローラースケート場で地元の17歳のヴィヴィアン・リベルトと出会った。交際3週間後、キャッシュはドイツに3年間赴任することになった。この間2人は全部で何百ページにもおよぶラブレターを交換した。退役から1か月後の1954年8月7日、2人はサンアントニオにあるセント・アン・カトリック教会で結婚式を挙げた。式は彼女のおじのヴィンセント・リベルトが司った。2人はロザンヌ・キャッシュ、キャシー、シンディ、タラの4人姉妹をもうけた。リベルトによると、キャッシュの薬物およびアルコール依存症、コンサート・ツアーによるすれ違い、浮気などに悩まされ、ジューン・カーターとの関係が引き金となり1966年に離婚した。
キャッシュのキャリアはロンドンのプロモーターであるソウル・ホリフに任せており、2人の関係はソウルの息子が製作したドキュメンタリー映画『My Father and the Man in Black 』に描かれている。

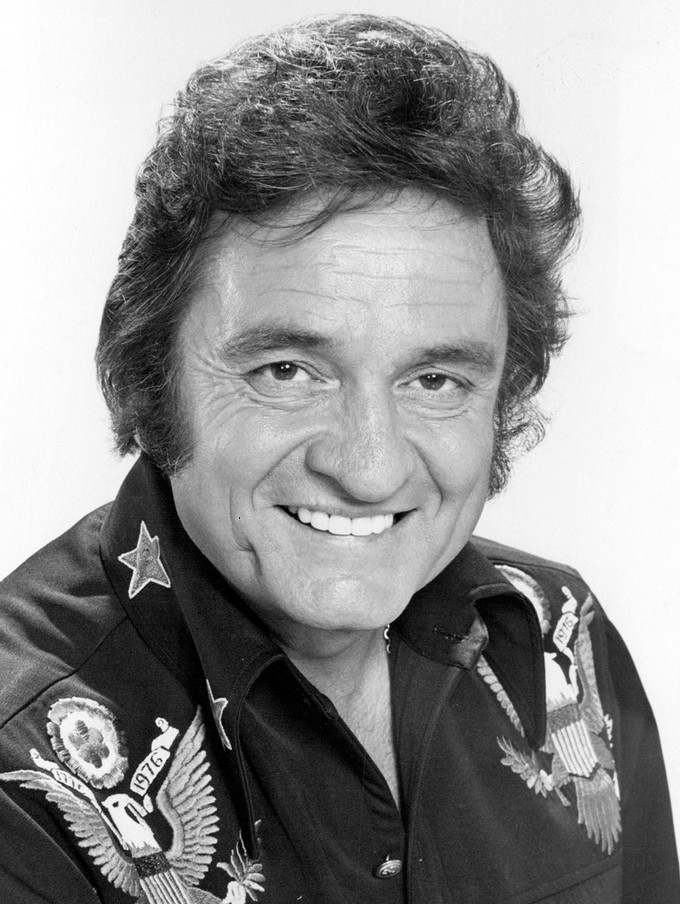
1977年

『グランド・オール・オープリー』の舞台裏で初めて出会ってから13年後の1968年、カナダのオンタリオ州ロンドンでのライヴ演奏中、キャッシュは有名なカーター・ファミリーのジューン・カーターにプロポーズした。1968年3月1日、ケンタッキー州フランクリンで2人は結婚した。1970年3月3日、1人息子ジョン・カーター・キャッシュをもうけた。2003年にカーターが亡くなるまでの35年間、2人はコンサート・ツアーを含む音楽活動を共に行った。キャッシュはカーターが亡くなった4か月後に亡くなった。

### 祖先
キャッシュは自身のルーツを探り、主にスコットランドとイングランドを祖先に持つことを知った。父方の祖先にはスコットランド王家のマルカム4世の流れを汲んでいた。スコットランドのファイフのフォークランドの当時地主であったMajor Michael Crichton-Stuart との面会後、11世紀までさかのぼってキャッシュ家の家系図を製作した。キャッシュ湖など、キャッシュ家に由来する名前がファイフのあちこちにある。
ネイティブ・アメリカンの血は引いていないことがわかってからも、彼らに対する共感や慈悲は弱まることはなかった。彼らへの感情は『Apache Tears 』、『The Ballad of Ira Hayes 』、アルバム『Bitter Tears: Ballads of the American Indian 』など様々な曲でみることができる。

## 経歴

### 初期
1954年、キャッシュとリベルトはテネシー州メンフィスに移り住み、ラジオのアナウンサーになる勉強をしながら電化製品の販売で生計を立てて、夜はルーサー・パーキンス（ギター）、マーシャル・グラント（ダブルベースのちエレキベース）と共に演奏していた。パーキンスとグラントはテネシー・トゥとして知られていた。キャッシュはレコード契約を得るために、徐々にサン・レコードを訪れる勇気が湧いてきていた。同年末にメンフィスのローカル・レーベル「サン・レコード」のメンフィス・レコーディング・サーヴィスでレコード作りを依頼、「製作料は4ドル」と聞かされた金欠のジョニーは驚くが当時エルヴィス・プレスリー（1954年デビュー）のプロデュースに忙しかったサン社長でプロデューサーのサム・フィリップスのオーディションを受けた。サム・フィリップスによるオーディションで主にゴスペル曲を歌ったが、フィリップスはもうゴスペル曲は採用していないと語った。この時フィリップスは「家に帰って犯罪でもしろ。それで曲を作って持ってきたら採用してやる」と語ったという噂があったが、2002年のインタビューでキャッシュはフィリップスはそのようなことは言っていないと否定した。キャッシュは以前のロカビリーのスタイルで新曲を披露し、契約に漕ぎ着けた。因みにカントリー歌手になった後もキャッシュはゴスペルをしばしばライヴなどで歌っている。サン・レコードは他にも後にジョニーの紹介で契約するロイ・オービソンやカール・パーキンス、ジェリー・リー・ルイスといった多くの初期のロックスターを輩出していく。

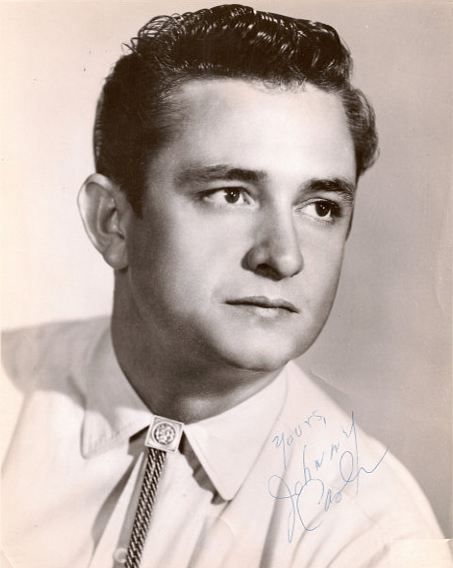
1955年

1955年6月下旬、サン・レコードからシングル『ヘイ・ポーター（Hey Porter ）』(B面『Cry! Cry! Cry! 』)を発売し「ジョニー・キャッシュとテネシー2」としてデビューした。ビルボード誌全米カントリーチャート14位を記録するヒットになった（以下、ポップ・チャートも含め記録は全てビルボード誌による）。
同年12月、シングル『フォーサム・プリズン・ブルース』を発売した。カントリー・チャート4位の大ヒットとなった。エルヴィス・プレスリーはインディーのサン・レコードから、メジャーのRCAレコードに移籍した。キャッシュは低音で「やあ、私はジョニー・キャッシュです。（"Hello,I'm Johnny Cash."）」という舞台上の挨拶も開始した。
1956年4月、シングル『アイ・ウォーク・ザ・ライン（I Walk The Line ）』を発売。初の6週連続1位を獲得。ポップ・チャートでも20位にランクインし人気歌手の名をほしいままにした。
1956年12月4日、ジェリー・リー・ルイスのピアノ演奏によりカール・パーキンスがサン・スタジオで新曲のレコーディング中、エルヴィス・プレスリーがフィリップスのもとを訪れた。この時キャッシュもスタジオにおり、4人は即興でジャム・セッションを始めた。この時の演奏のほぼ半数はゴスペルで、フィリップスはこの模様を録音して後に『ミリオン・ダラー・カルテット』として発表された。自伝『Cash: the Autobiography 』の中で、キャッシュはマイクから一番遠く、プレスリーに合わせていつもより高いピッチで歌っていたと記した。
1957年7月、『Home of the Blues 』をレコーディングし、同年、キャッシュはサン・レコードで初めてLPレコードを発表した。当時サン・レコードで売り上げも作品数も最高であったが、フィリップスはキャッシュがゴスペルをレコーディングすることに意欲的でなく、また一般的に5%であったロイヤルティーに対し3%であったため、この小さなレコード会社と契約していることを窮屈に感じるようになっていた。プレスリーはすでにサン・レコードを離れており、フィリップスはルイスのプロモーションに力を入れていた。翌年キャッシュはサン・レコードを離れ、大手のコロムビア・レコード（現・ソニー・ミュージックエンタテインメント）と契約してシングル『Don't Take Your Guns to Town 』を発表し、大ヒット作の1つとなった。
このころからロックンロールの紹介者であるアラン・フリード（DJ）の「ペイオラ（賄賂）疑惑事件」による解雇（1958年）やエルヴィスの陸軍入隊（1958年）、チャック・ベリーの裁判沙汰による失速（1959年）、バディ・ホリーらの事故死（1959年2月）など初期のロックンローラーが様々な事件事故に巻き込まれた。
1960年、"フルーク"の愛称で親しまれるドラマーのW.S.ホランドがバンドに加入し、バンド名は「ジョニー・キャッシュとテネシー3」になった。ホランドはカントリー界で最初期のドラマーの1人である。
1960年代初頭、キャッシュはカーター・ファミリーのマザー・メイベル & カーター・シスターズ(アニタ、ジューン、ヘレン)と共にコンサート・ツアーを行なうようになった。また、マルチプレイヤーのロイ・クラークともこの頃から共演をしたりしていた。
1960年代、ピート・シーガーの短命番組『Rainbow Quest 』に出演した。1961年、映画『Five Minutes to Live 』に主演、オープニング・テーマ曲の作曲および演奏を行なった。

### アウトローのイメージ
1950年代後期にキャリアが始まり、キャッシュは大量の飲酒およびアンフェタミンやバルビツレートの中毒になった。短期間、重度のアンフェタミン中毒のウェイロン・ジェニングスとナッシュビルのアパートをシェアしていた。コンサート・ツアー中、自分を覚醒させるために上記の薬物を使用していた。友人達は冗談で「神経質」、変人などと言い、多くの者が彼の薬物中毒の危険信号を見逃していた。『The Johnny Cash Show 』の舞台裏でキャッシュは「全ての薬物を試した」と語った。
負の連鎖は続いていたが、キャッシュの熱い創作意欲によりヒット作を連発していた。1963年、『リング・オブ・ファイア（Ring Of Fire ）』がカントリー・チャート7週連続1位に、ポップ・チャートでトップ20以内にランクインし、クロスオーバーでヒットした。この曲はジューン・カーターとマール・キルゴアが作曲した。この曲は元々ジューンの姉妹が演奏していたのだが、キャッシュが自分が見た夢の通りにマリアッチ・スタイルの管楽器を加えた。ヴィヴィアン・リベルトは彼女の著書『I Walked the Line: My Life with Johnny 』で異論を唱え、経済的事情により作曲者名をキャッシュがカーターに変更したのだと語った。

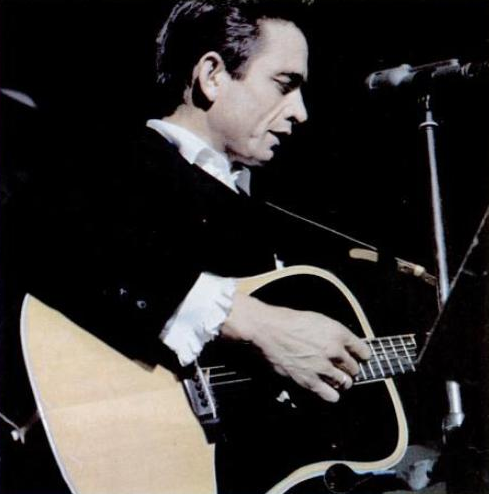
1964年

1965年6月、車輪軸受の過熱で彼のトラックから出火し、これが引き金となりカリフォルニア州のロス・パドレス国有林の何百エーカーにもおよぶ森林火災を引き起こした。裁判官がキャッシュにこれについて尋ねるとキャッシュは「私はやってない。トラックが勝手にやって自爆した。あなたは私に質問することはできない」と応えた。この火災で508エーカー(206ヘクタール)、3山を焼き、53羽しかいなかった絶滅寸前のカリフォルニアコンドルのうち49羽が出て行ってしまった。キャッシュは反省もなく「ハゲタカのことなんかどうでもいい」と語った。連邦政府は彼を訴え、125,172ドル(2014年の貨幣価値で936,741ドル).を科した。最終的に示談によりキャッシュは82,001ドルを支払った。森林火災を引き起こし、連邦政府から訴えられたのはキャッシュだけである。
キャッシュはクールなアウトローのイメージを作り上げようとしていたが、実際に実刑判決を受けたことはなかった。微罪により収監されたことは何度かあったが、一夜のみで出獄した。彼が刑事事件を起こしたケースとしては1965年のツアー中、麻薬をメキシコ国境から持ちこもうとしてテキサス州エルパソで逮捕されたことがある。警察官達はキャッシュがメキシコからヘロインを密輸したのではないかと容疑をかけたが、ギター・ケースに隠したデキセドリンのカプセル688錠、エクワニル475錠が見つかったのみであった。これらは不法な麻薬ではなく処方薬であり、執行猶予を受けた。映画「ウォーク・ザ・ライン/君につづく道」劇中、キャッシュが薬物に手を出したきっかけとなるシーンではミュージシャン仲間のどんちゃん騒ぎの中でカール・パーキンスが薬物を服用した状態のプレスリーの様子をジョニーに見せ「スカッとするぜ」とあおっている。このトラブルが元で妻・ヴィヴィアンとも離婚。娘達も妻側に引き取られる。
1965年5月11日、ミシシッピ州スタークヴィルで深夜に私有地に不法侵入して花を摘もうとして逮捕された。刑務所で収録されたライヴ・アルバム『At San Quentin 』によると、これを基に『Starkville City Jail 』を作曲した。
1965年、映画『007 サンダーボール作戦』の主題歌候補として「サンダーボール作戦」（詞も曲も異なる）を歌うが、最終選考でトム・ジョーンズに敗れた。
1960年代半ば、キャッシュのナレーションを入れた『Sings the Ballads of the True West 』(1965年)、ネイティヴ・アメリカンに焦点を当てた『Bitter Tears 』(1964年)など多くのコンセプト・アルバムを発表した。薬物中毒の状態はこの時が最悪で、彼の破壊的な行動により最初の妻と離婚することになり、コンサートも中止になった。
1967年、ジューン・カーターとのデュエット『Jackson 』がグラミー賞を受賞した。
1967年、ジョージア州ウォーカー郡で処方薬入りのバッグを所持し、交通事故を起こして逮捕された。保安官を買収しようとしたが、保安官は金を払いのけてキャッシュはジョージア州ラファイエットの刑務所で一夜を過ごすことになった。キャッシュの危険な行動、将来性を無駄にしていることを心配したラルフ・ジョーンズ保安官に長時間説教されてから釈放された。この経験で人生を考え直したキャッシュは後にラファイエットを再訪してチャリティ・コンサートを開き、人口9千人に満たない町に12,000人が来場し高等学校への寄付75,000ドルが集まった。1997年のインタビューで「しばらく薬物を飲んでいたが、いつの間にか薬物が自分を飲み込んでいた」と語った。
薬物を完全に断ち切るまで数年間かかり、重い禁断症状によりニッカジャック洞窟で自殺を企てた。洞窟の奥深くに入っていき、気絶し床に伏せた時、ただ死ぬのだと考えた。疲れ果て、限界がきた時、神の存在を心に感じ、かすかな光とそよ風が彼を洞窟から外に導いた。彼にとってこれが再生の時であり、カーター家のジューン、メイベル、エズラがキャッシュの邸宅に引っ越してきて1か月かけて薬物の克服の手伝いをした。1968年2月22日、オンタリオ州ロンドンにあるロンドン・ガーデンズでのコンサートで,演奏中にジューン・カーターにプロポーズした。後世に語られる伝説のプロポーズとなった。翌週3月1日、2人はケンタッキー州フランクリンで結婚した。ジューンはキャッシュが全てを精算した上で結婚に同意した。キャッシュは信仰心を再認識し、ナッシュビル近郊にある小さな教会のEvangel Temple でカントリー界の巨匠ハンク・スノウの息子Reverend Jimmie Rodgers Snow が司りAltar call を受けた。
長年の友人であるマーシャル・グラントによると、1968年のキャッシュの再生で完全に薬物をやめられた訳ではなかった。しかし1970年、7年間の薬物使用を完全にやめた。息子ジョン・カーター・キャッシュの誕生が、キャッシュに薬物を完全にやめさせたのだ。1977年、再度アンフェタミンに手を出してしまった。1983年までにまた薬物中毒になり、リハビリのためカリフォルニア州ランチョ・ミラージュにあるベティ・フォード・クリニックに入院した。何年間かは薬物から遠ざかっていたが、1989年までにまた依存症になり、ナッシュビルのカンバーランド・ハイツに入院した。1992年、最後のリハビリのためカリフォルニア州ロマ・リンダにあるロマ・リンダ行動医療センターに入院した。数か月後、息子もこの施設に入院した。

### フォーサム・プリズン・ブルース
キャッシュは囚人に対して大きな慈悲を感じていた。1950年代終盤から刑務所でのコンサート活動を始めた。1958年1月1日、サン・クエンティン州立刑務所でのコンサートが最初であった。これらのコンサートによりライヴ・アルバム『アット・フォーサム・プリズン（At Folsom Prison ）』(1968年)、『At San Quentin 』(1969年)が大ヒットした。『アット・フォーサム・プリズン』はカントリー・チャートに92週、ポップ・チャートに122週もランクしつづける大ヒットとなった。
フォーサム刑務所では『フォーサム・プリズン・ブルース』、サン・クエンティンではクロスオーヴァーでヒットしたシェル・シルヴァスタイン作詞の『A Boy Named Sue 』を披露した。『A Boy Named Sue 』はスーという女性名を付けられた男が父親に復讐するという歌詞で、サン・クウェンティンでは大歓声で迎えられた『A Boy Named Sue 』はカントリー・チャートで第1位、ポップ・チャートで第2位を獲得した。またこの曲には乱暴な言葉が含まれていたため、編集された。現在のCD版では編集されておらず、レコード版より長い。
1972年、スウェーデンのÖsteråker Prison でコンサートが行なわれ、1973年、ライヴ・アルバム『På Österåker 』が発表された。「サン・クエンティン」という歌詞は「Österåker 」に替えられた。

### メン・イン・ブラック
1969年から1971年、ABCで彼がMCを務める『ジョニー・キャッシュ・ショー』が放映された。ザ・スタトラー・ブラザーズが毎回オープニングの演奏をし、カーター・ファミリーとロカビリーの巨匠カール・パーキンスがレギュラー出演していた。ゲストでニール・ヤング、ルイ・アームストロング、ケニー・ロジャース&ザ・ファースト・エディション(最多4回出演)、ジェームス・テイラー、レイ・チャールズ、ロジャー・ミラー、デレク・アンド・ザ・ドミノス、ボブ・ディラン、ジョニ・ミッチェルら多数のミュージシャンが出演した。またこの頃、ロバート・レッドフォード、マイケル・J・ポラード、ロウレン・ハットン主演の映画『お前と俺』のサウンドトラック『Little Fauss and Big Halsy 』にテーマ曲を含む何曲かを提供した。カール・パーキンス作曲の『The Ballad of Little Fauss and Big Halsey 』はゴールデングローブ賞にノミネートされた。
1960年代半ば、キャッシュはディランと出会い、1960年代終盤にニューヨーク州ウッドストックで近所になってからより親しくなった。キャッシュは引きこもりがちなディランを観客の前に引っ張り出した。ディランのカントリーのアルバム『ナッシュヴィル・スカイライン』の中でディランと『北国の少女（Girl from the North Country）』をデュエットで録音し発表した。
シンガーソングライターとして名が出てきていたクリス・クリストファーソンも『ジョニー・キャッシュ・ショー』に出演した。クリストファーソンの曲『Sunday Mornin' Comin' Down 』の中にマリファナに言及する歌詞があり、テレビ局の重役に合わせて歌詞を替えることをキャッシュは拒んだ。
1970年初頭までに、彼のイメージは「メン・イン・ブラック」になった。いつも全身黒の衣裳、膝丈の黒のロング・コートを着用していた。当時多くのカントリー・アーティストはラインストーンのついたスーツにカウボーイブーツが主流だったため、キャッシュの衣裳はとても目立った。1971年、キャッシュは『Man in Black 』を作曲し、ドレスコードについて言及した。
キャッシュは貧困や飢えに苦しむ人、長年罪を償い続けている囚人、老いや薬物と戦っている人の側に立って黒をまとった。またそれ以外に、キャッシュは「多くのアメリカ人と同様にベトナム戦争について心を痛めており、失われた命への追悼の気持ちもあって黒を着ている。終戦からだいぶ経ったが、この気持ちを変える理由が見つからない。年老いた人々は放置され、貧しい人々は貧しいまま、若くして命を落とす人もおり、我々はまだ解決策を見つけられないでいる。世の中にはまだ暗闇が広がっている」と語った。
彼とバンドのメンバーは当初、それぞれが持っている衣服の中で唯一全員が持っている色だったために黒を着ていた。デビュー当初は他の色も着ていたが、オンもオフも黒を着ているのが好きだと語った。彼がこう言った背景には政治的意図もあったが、彼は普通に黒い衣裳が好きだった。シャツ、タイ、ズボンが真っ黒の古風なアメリカ海軍の制服は隊員から「ジョニー・キャッシュ風」と言われていた。1971年、ベトナム戦争への自らの意見を盛り込んだアルバム『メン・イン・ブラック（Man In Black）』を発表しカントリー・チャート1位となった。
1970年代半ば、キャッシュの人気とヒット曲数は下降し始めた。消費者が石油不足と価格高騰で困惑していた頃に高い利益を得ていたことで当時不人気だった石油会社のAmoco のコマーシャルに出演した。しかし1975年に出版された最初の自伝『Man in Black 』は130万冊を売り上げ、1997年には2冊目の自伝『Cash: The Autobiography 』を出版した。ビリー・グラハムと親交があり、イエス・キリストの生涯についての映画『The Gospel Road 』を共同で執筆およびナレーターを務めた。
1970年代、CBSのクリスマス特別番組の司会を何年か務めた。1974年、TVドラマ『刑事コロンボ』第24話「白鳥の歌」に、妻らを謀殺するミュージシャン「トミー・ブラウン」役で出演した。犯人のキャラクターは前科を持ちながら人気歌手となるなど、キャッシュ自身と共通するイメージをもったものであった。 また1976年、『大草原の小さな家』の『The Collection 』のエピソードに妻と共に出演し、1985年、南北戦争についてのミニシリーズ『南北戦争物語 愛と自由への大地』でジョン・ブラウン役を演じた。さらにキャッシュとジューンは『ドクタークイン 大西部の女医物語』にも何度か出演した。

### ニクソンとの面会
キャッシュはリチャード・ニクソン以降アメリカ合衆国大統領と親交を持っていた。ジミー・カーターとは特に親しく、親友となった。キャッシュはこの大統領達が全て魅力的な人々で、これが当選の秘訣だったのだろうと語った。

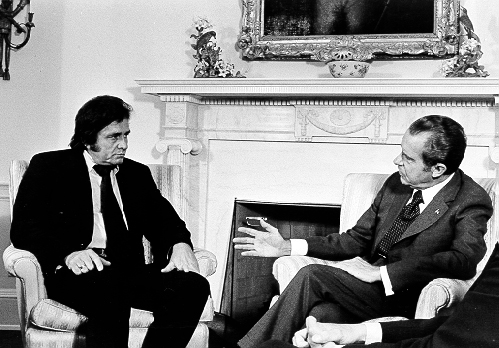
ジョニー・キャッシュとニクソン大統領、キャッシュはこの時ニクソンに監獄法の改正を訴えた。1972年7月、ホワイトハウスにて。

1970年、当時のアメリカ合衆国大統領で保守派のリチャード・ニクソン（共和党）に招かれ、初めてホワイトハウスで演奏した。ニクソンは、若い薬物使用者や戦争抗議者を軽蔑する人々に関するマール・ハガードの風刺曲『Okie from Muskogee 』、生活保護受給者の誠実さを否定したガイ・ドレイクの『Welfare Cadillac 』をリクエストした。キャッシュはどちらの曲も辞退し、ネイティヴ・アメリカンで第二次世界大戦の退役軍人でアリゾナ州に戻った後虐待されていたアイラ・ヘイズについての曲『The Ballad of Ira Hayes 』の他、『What Is Truth 』、『Man in Black 』を演奏した。リクエストを断った理由についてキャッシュは、よく知らない曲で練習する時間もなかっただけで、政治的理由はないと語った。しかしキャッシュは練習する時間を充分に与えられたとしても「アンチ・ヒッピーでアンチ・ブラック」なこれらの曲は演奏しなかったとされる。なお、「Okie from Muskogee」を歌ったマール・ハガードは、2000年代以降には民主党のバラク・オバマやヒラリー・クリントンを支持した。

### ハイウェイマン
1980年、史上最年少の48歳でカントリー・ミュージック殿堂入りし、コンサート・ツアーでは成功し続けていたが1980年代はカントリーのヒット曲は生まれなかった。1980年代半ば、いずれもカントリー界の重鎮であるウェイロン・ジェニングズ、ウィリー・ネルソン、クリス・クリストファーソンとともにスーパーバンド「ハイウェイマン」を結成してレコーディングおよびコンサート・ツアーを行ない、1985年『Highwaymen 』、1990年『Highwaymen 2 』、1995年『Highwaymen – The Road Goes on forever 』を発表した。ちなみにキャッシュ以外の3人は全てテキサス州出身である。
この頃キャッシュは多くのテレビ番組に出演した。1981年、『The Pride of Jesse Hallam 』に主演し、好評を得た。同年『マペット・ショー』に「とても特別なゲスト・スター」として出演した。1983年、ジョージア州で実際に起こった事件を基にした『Murder in Coweta County 』で英雄的保安官を演じ、宿敵役をアンディ・グリフィスが演じた。数年間映画製作に携わり、称賛を得た。
1983年、自身の農場で飼い続けていたダチョウに蹴られて重い腹部損傷を負い、処方された鎮痛剤から薬物中毒が再発してしまった。
1988年、心臓発作からの療養中のウェイロン・ジェニングスを見舞いに病院へ行った際、ジェニングスはキャッシュに心臓の健診を受けるよう勧めた。医者は予防のための心臓手術を勧め、キャッシュは同病院で2箇所の冠動脈大動脈バイパス移植術を受けた。キャッシュは依存症再発を恐れて処方鎮痛薬を断ったが2人共回復した。キャッシュはこの手術について後に「臨死体験を経験した」と語った。
1980年代、キャッシュのレコーディングのキャリア、ナッシュビルの機関との関係は常に低かった。約30年間所属していたコロムビアはもはやキャッシュに興味を示さず、全く彼を売り出そうとしなかった。彼は、キャッシュの脳に鶏の脳を移植した『チキン・イン・ブラック』を作曲した。皮肉にもこの数年の間でより大きなヒット曲となった。1981年から1984年の間、著名なプロデューサーのビリー・シェリルと共にセッションをレコーディングしたが発売が延期になり、2014年3月25日、コロムビアの姉妹会社のレガシー・レコーディングスから『Out Among the Stars 』が発売された。しかしキャッシュは彼らからクビになる前に自分から辞めたがっており、『チキン・イン・ブラック』から間もなくキャッシュはコロムビアを離れた。
1986年、ロイ・オービソン、ジェリー・リー・ルイス、カール・パーキンスと共にアルバム『Class of '55 』のレコーディングのためメンフィスのサン・レコードに戻った。また同年、サウロが改宗により使徒パウロとなったことについて、キャッシュは唯一の小説『Man in White 』を出版した。1988年、アメリカ合衆国大統領選挙でテネシー州上院議員民主党候補アル・ゴアを支持した。キャッシュは、もともと民主党支持である。1990年、新約聖書を題材にした『Johnny Cash Reads The Complete New Testament 』をレコーディングした。

### アメリカン・レコーディングス
コロムビアとの契約が終了した後、1987年から1991年、マーキュリー・レコードと短期間契約したが、ヒットしなかった。
1990年代、伝統的なカントリーのファン以外からも注目されるようになり、再び脚光を浴びるようになった。1991年、クリスチャン・パンク・バンドのワン・バッド・ピッグのアルバム『I Scream Sunday 』で『メン・イン・ブラック』を歌った。1993年、アイルランド出身のロックバンド・U2のアルバム『ズーロッパ』中の『ワンダラー(The Wanderer ）』にゲスト参加した。これ以上メジャーなレコード会社を探すことはせず、ラップやハードロックで有名な気鋭プロデューサー、リック・ルービンのアメリカン・レコーディングスからオファーを受け本格的にソロ活動を再開した。ちなみにルービンは元はラップのプロデューサーでRun-D.M.C.のプロデュースによりエアロスミス復活にも貢献した人物だが自身のレーベル「アメリカン」を創始後はトム・ペティらと契約するのを革きりにドノヴァンらルーツ・ミュージックのアーティストの復活に貢献した。リック・ルービンは、その後も2007年度グラミー賞でベスト・プロデューサー・オブ・イヤーを受賞している。
1994年、ルービンの指示のもと彼のリビング・ルームでキャッシュと長年共に演奏してきたマーティン・ドレッドノートのギター演奏で『American Recordings 』をレコーディングした。ルービンが選んだコンテンポラリー・アーティストのカヴァーを特徴とし、高評価を得て商業的にも成功し、グラミー賞最優秀コンテンポラリー・フォーク・アルバム賞を受賞した。MTVでビデオクリップがオンエアされ、ロック世代の若者ファンを少し獲得した。またキャッシュは1994年のグラストンベリー・フェスティバルでの歓迎ぶりは彼の経歴の中でも大きなできごとの1つだったと記した。以降約10年間、音楽業界での称賛および商業的成功が続くこととなった。Red Hot Organization によるエイズのチャリティ・アルバム『Red Hot + Country 』の中で『フォーサム・プリズン・ブルース』を歌うためにブルックス&ダンと組んだ。またこのアルバムの中でボブ・ディランの曲『Forever Young 』も演奏した。
キャッシュと妻はジェーン・シーモア主演の『ドクタークイン 大西部の女医物語』に出演した。シーモアはキャッシュを高く評価し、双子の息子の1人に彼の名前を付けた。『ザ・シンプソンズ』のエピソード『El Viaje Misterioso de Nuestro Jomer (The Mysterious Voyage of Homer) 』でホーマー・シンプソンをスピリチュアル・クエストに案内するのスペース・コヨーテ役で声のカメオ出演した。1996年、キャッシュはトム・ペティ&ザ・ハートブレイカーズと共に『Unchained』を発表し、グラミー賞最優秀カントリー・アルバム賞を受賞した。1975年の自伝『Man in Black 』で書ききれなかったことを1997年の『Cash: The Autobiography 』で書いたとされる。

## 後年
1997年、神経変性疾患による多系統萎縮症と診断された。この診断は後に糖尿病と関連する自律神経失調症と変更された。これによりコンサート・ツアーは中止となった。1998年、重度の肺炎で入院した。2000年、アルバム『American III: Solitary Man 』、2002年、アルバム『American IV: The Man Comes Around 』を発表した。病気の影響で、アメリカン・レコーディングスでの最初の2枚に比べて暗いイメージになっている。『American IV 』から、キャッシュの過去の視点や後悔を表すナイン・インチ・ネイルズのカヴァー曲『Hurt 』を発表した。この曲のプロモーションビデオは高評価を得ており、一般的に墓碑銘と考えられている。2003年に、MTV Video Music Awardsの最優秀撮影賞を獲得した。ナイン・インチ・ネイルズのフロントマンであるトレント・レズナーは、このPVについて「涙が出た。背中を押された気持ちになった」とコメントし、当時のスランプからの脱出の契機の1つになったとしている。
2003年5月15日、妻ジューン・カーター・キャッシュが73歳で死去した。ジューンは生前、キャッシュに仕事を続けるよう語ったため、キャッシュはレコーディングを続けてその後の4か月間で60曲以上を完成させ、バージニア州ブリストル郊外にあるカーター・ファミリー・フォールドに2回サプライズ出演した。2003年7月5日、彼の最後のコンサートで『Ring of Fire 』の前に、舞台に上がる直前に書いた亡き妻への思いを読み上げた。
今夜、彼女の私への愛と私の彼女への愛と共にジューン・カーターの魂が私を訪れる。私達はここと天国の間で繋がっている。今夜彼女は天国から少しの間訪れた。きっと私に彼女がいつも持ち合わせていた勇気と創造力を与えるために。

## 死去

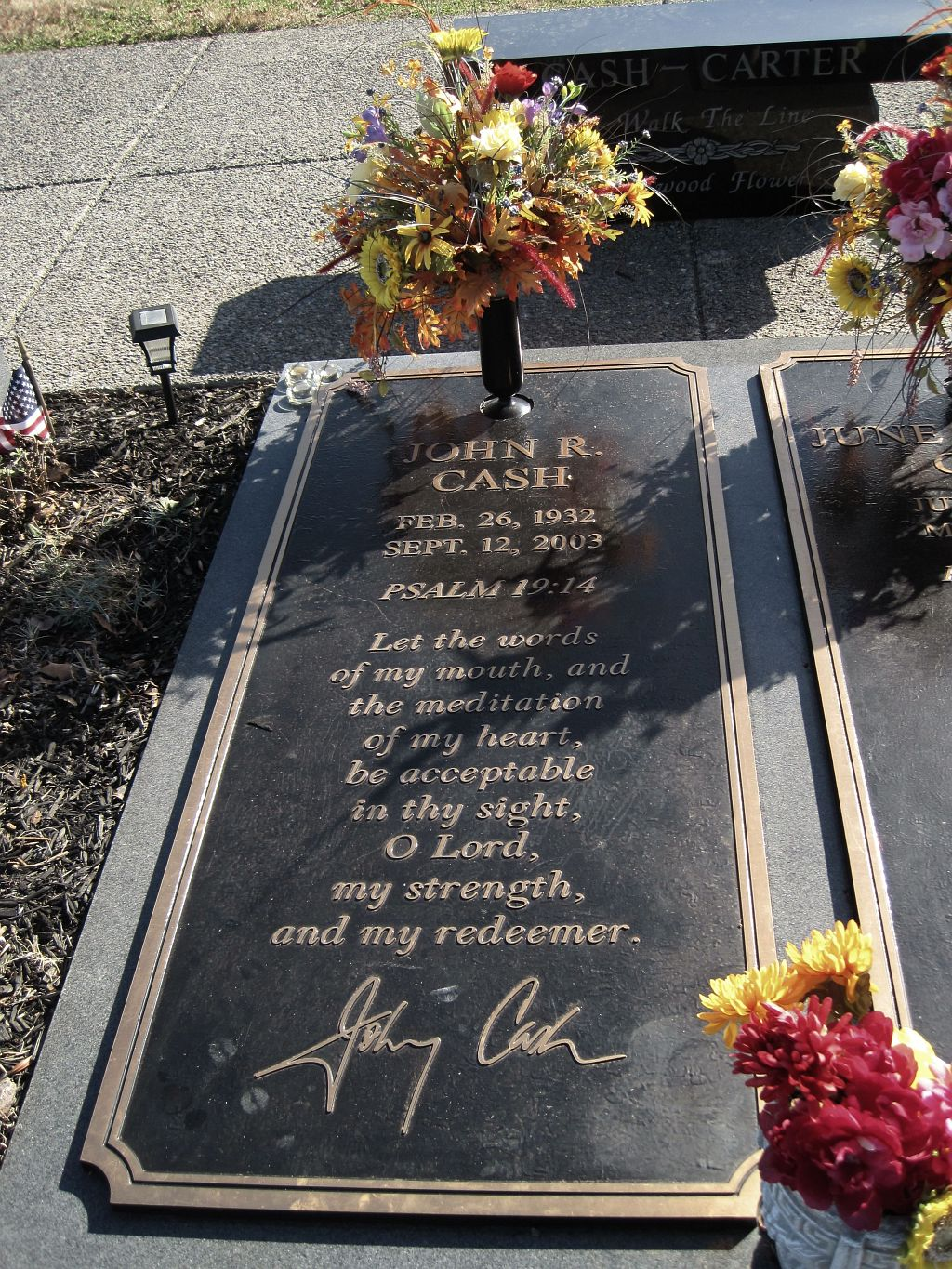
ジョニー・キャッシュの墓

ナッシュビルのバプティスト病院に入院中、妻が亡くなってから4か月に満たない2003年9月12日午前2時頃、糖尿病による合併症で亡くなった。作家のDulce Zamora や他の人々は、ジューンの死去による傷心が原因で病状が悪化したのではないかと語った。テネシー州ヘンダーソンヴィルの自宅近くにあるヘンダーソンヴィル・メモリー・ガーデンズで妻の隣に埋葬された。
2005年6月、ヘンダーソンヴィルのコーディル通りにあった湖畔の邸宅が売りに出された。2006年1月、ビージーズのヴォーカリストのバリー・ギブと妻リンダが推定230万ドルで購入した。上場代理人はキャッシュの弟トミー・キャッシュが務めた。1968年から晩年まで居住した邸宅が、2007年4月10日、大幅な改修を行なっていた時、アマニ油製品から自然点火燃焼の火事で全焼した。
2006年7月4日、ルービンとの最後のコラボレート作品『American V: A Hundred Highways 』がキャッシュの没後に発表された。7月22日の週、『ビルボード』誌のアルバム・チャートで初登場第1位を獲得した。
2010年2月23日、キャッシュの78歳の誕生日の3日前、キャッシュ家、ルービン、ロスト・ハイウェイ・レコードはキャッシュ没後2枚目のアルバム『American VI: Ain't No Grave 』を発表した。

## 派生作品
1999年、数々の賞を受賞したジョン・ロイド・ミラー監督の短編映画『I Still Miss Someone 』でカントリー歌手のマーク・コリーがキャッシュ役を演じた。
2005年11月、彼を題材にしたジェームズ・マンゴールド監督映画『ウォーク・ザ・ライン/君につづく道（Walk The Line ）』が公開され、批評家からも高い評価を受けた。第78回アカデミー賞でジョニー役のホアキン・フェニックスが主演男優賞にノミネート、ジューン役のリース・ウィザースプーンが主演女優賞を受賞し、アリアンヌ・フィリップスの衣裳デザイン賞など5部門でノミネートされた。また第63回ゴールデングローブ賞のミュージカル・コメディ部門でフェニックスは主演男優賞、ウィザースプーンは主演女優賞を受賞した。フェニックスはこの役のためにギターを習い、両者共吹き替え無しで歌にも挑戦した。第49回グラミー賞においてフェニックスはサウンドトラック『Walk the Line 』で最優秀編集サウンドトラック・アルバム賞映画、テレビその他映像部門を受賞した。ジョニーとジューンの息子であるジョン・カーター・キャッシュがエグゼクティヴ・プロデューサーを務めた。
2006年3月12日、キャッシュの作品を使用したジュークボックス・ミュージカル『Ring of Fire 』がブロードウェイのエセル・バリモア・シアターで開幕したが、厳しい批評とチケット売り上げ不調により4月30日で閉幕した。2010年4月11日、サン・レコードで行なわれたキャッシュ、エルヴィス・プレスリー、ジェリー・リー・ルイス、カール・パーキンスによるセッションをミュージカルにした『ミリオン・ダラー・カルテット』が開幕した。俳優ランス・ゲストがキャッシュ役を演じた。2010年、第64回トニー賞においてミュージカル作品賞を含む3部門にノミネートされ、ルイス役を演じたリーヴァイ・クライスがミュージカル助演男優賞を受賞した。
『ロサンゼルス・タイムズ』紙のポップ音楽評論家ロバート・ヒルバンは1968年のキャッシュのフォーサム・プリズン・ツアーに同行し、キャッシュの死の数か月前までインタビューを続け、2013年、16ページの写真を含む、688ページの伝記を出版した。詳細な取材により、中毒や不貞との闘いなどそれまで知られていなかったキャッシュの人生の記述が8割にも及んだ。またこの本はキャッシュの暗部を隠すことなく、ジューン妊娠中に彼女の姉または妹と浮気をしたことなども含まれている。

## ディスコグラフィ

### アルバム
- 1957年 – Johnny Cash with His Hot and Blue Guitar
- 1958年 – Sings the Songs That Made Him Famous
- 1959年 – Greatest!
- 1960年 – Sings Hank Williams
- 1961年 – Now Here's Johnny Cash
- 1962年 – All Aboard the Blue Train
- 1958年 – The Fabulous Johnny Cash
- 1959年 – Hymns by Johnny Cash
- 1959年 – Songs of Our Soil
- 1960年 – Ride This Train
- 1960年 – Now, There Was a Song!
- 1961年 – The Lure of the Grand Canyon
- 1962年 – Hymns from the Heart
- 1962年 – The Sound of Johnny Cash
- 1963年 – Blood, Sweat, and Tears
- 1963年 – Ring of Fire: The Best of Johnny Cash
- 1963年 – The Christmas Spirit
- 1964年 – I Walk the Line
- 1964年 – Bitter Tears: Ballads of the American Indian
- 1965年 – Orange Blossom Special
- 1965年 – Sings the Ballads of the True West
- 1966年 – Everybody Loves a Nut
- 1966年 – Happiness Is You
- 1967年 – Carryin' On with Johnny Cash and June Carter
- 1968年 – From Sea to Shining Sea
- 1968年 – At Folsom Prison（live）
- 1968年 – Old Golden Throat
- 1968年 – Heart of Cash
- 1968年 – The Holy Land
- 1969年 – At San Quentin（live）
- 1969年 – More of Old Golden Throat
- 1970年 – Hello, I'm Johnny Cash
- 1970年 – The Johnny Cash Show（live）
- 1970年 – I Walk the Line - Movie Soundtrack
- 1970年 – Little Fauss and Big Halsy - Movie Soundtrack
- 1971年 – Man in Black
- 1972年 – A Thing Called Love
- 1972年 – America: A 200-Year Salute in Story and Song
- 1972年 – The Johnny Cash Family Christmas
- 1972年 – International Superstar
- 1973年 – På Österåker（live）
- 1973年 – Any Old Wind That Blows
- 1973年 – The Gospel Road
- 1973年 – Johnny Cash and His Woman
- 1974年 – Ragged Old Flag
- 1974年 – Junkie and the Juicehead Minus Me
- 1975年 – The Children's Album
- 1975年 – Sings Precious Memories
- 1975年 – John R. Cash
- 1975年 – Look at Them Beans
- 1975年 – Strawberry Cake（live）
- 1976年 – One Piece at a Time
- 1977年 – The Last Gunfighter Ballad
- 1977年 – The Rambler
- 1978年 – I Would Like to See You Again
- 1978年 – Gone Girl
- 1979年 – Silver
- 1980年 – Rockabilly Blues
- 1980年 – Classic Christmas
- 1981年 – The Baron
- 1982年 – The Adventures of Johnny Cash
- 1983年 – Johnny 99
- 1986年 – Rainbow
- 1968年 – Golden Sounds of Country Music
- 1969年 – This Is Johnny Cash
- 1970年 – The Walls of a Prison
- 1972年 – Understand Your Man
- 1972年 – Give My Love to Rose
- 1972年 – The Johnny Cash Songbook
- 1973年 – Ballads of the American Indian
- 1973年 – This Is Johnny Cash
- 1966年 – Mean as Hell
- 1967年 – Johnny Cash's Greatest Hits
- 1970年 – The World of Johnny Cash
- 1971年 – The Johnny Cash Collection: Greatest Hits Volume II
- 1973年 – Sunday Morning Coming Down
- 1974年 – Five Feet High and Rising
- 1978年 – Greatest Hits, Vol. 3
- 1981年 – Encore
- 1982年 – Biggest Hits
- 1979年 – A Believer Sings the Truth
- 1984年 – I Believe
- 1986年 – Believe in Him（Word Records）
- 2000年 – Return to the Promised Land（Renaissance Records）
- 1978年 – The Unissued Johnny Cash
- 1978年 – Johnny & June
- 1979年 – Tall Man
- 1990年 – The Man in Black 1954-1958
- 1991年 – Come Along and Ride this Train
- 1991年 – The Man in Black 1959-1962
- 1995年 – The Man in Black 1963-1969
- 1987年 – Johnny Cash Is Coming to Town
- 1987年 – Classic Cash: Hall of Fame Series
- 1988年 – Water from the Wells of Home
- 1989年 – Boom Chicka Boom
- 1991年 – The Mystery of Life
- 1994年 – Wanted Man
- 1996年 – Johnny Cash: The Hits
- 1998年 – The Best of Johnny Cash
- 2000年 – The Mercury Years
- 2002年 – Johnny Cash & Friends

### シングル
- 1955年
  - Cry! Cry! Cry!
- 1956年
  - Folsom Prison Blues
  - Get Rhythm
  - I Walk the Line
  - So Doggone Lonesome
- 1957年
  - Don't Make Me Go
  - Give My Love to Rose
  - Home of the Blues
  - Next in Line
  - There You Go
  - Train of Love
- 1958年
  - All Over Again
  - Ballad of a Teenage Queen
  - Big River
  - Come in Stranger
  - Guess Things Happen That Way
  - What Do I Care
  - You're the Nearest Thing to Heaven
  - The Ways of a Woman in Love
- 1959年
  - Don't Take Your Guns to Town
  - Five Feet High and Rising
  - Frankie's Man, Johnny
  - Goodbye Little Darlin'
  - I Got Stripes
  - It's Just About Time
  - Katy Too
  - Luther Played the Boogie
  - Thanks a Lot
  - You Dreamer You
  - Little Drummer Boy
- 1960年
  - Down the Street to 301
  - I Love You Because
  - Mean Eyed Cat
  - Seasons of My Heart
  - Second Honeymoon
  - Smiling Bill McCall
  - Straight A's in Love
- 1961年
  - Oh Lonesome Me
  - Tennessee Flat-Top Box
  - The Rebel - Johnny Yuma
- 1962年
  - Bonanza
  - In the Jailhouse Now
  - The Big Battle
- 1963年
  - Busted
  - Ring of Fire
  - The Matador
- 1964年
  - Bad News
  - Dark as a Dungeon
  - It Ain't Me, Babe
  - Understand Your Man
  - The Ballad of Ira Hayes
- 1965年
  - Mister Garfield
  - Orange Blossom Special
  - The Sons of Katie Elder
- 1966年
  - Boa Constrictor
  - Everybody Loves a Nut
  - Happy to Be with You
  - The One on the Right Is on the Left
- 1967年
  - Jackson
  - Long-Legged Guitar Pickin' Man
  - You Beat All I Ever Saw
  - The Wind Changes
- 1968年
  - Folsom Prison Blues
  - Rosanna's Going Wild
- 1969年
  - Blistered
  - Daddy Sang Bass
  - Get Rhythm
  - See Ruby Fall
  - A Boy Named Sue （シェル・シルヴァスタイン作詞、グラミー賞受賞）
- 1970年
  - Big River
  - If I Were a Carpenter
  - Rock Island Line
  - Sunday Morning Coming Down
  - What Is Truth
- 1971年
  - Flesh and Blood
  - Man in Black
  - Papa Was a Good Man
  - Singin' in Vietnam Talkin' Blues
- 1972年
  - If I Had a Hammer
  - Kate
  - Oney
  - A Thing Called Love
  - The World Needs a Melody
- 1973年
  - Allegheny
  - Any Old Wind That Blows
  - Praise the Lord and Pass the Soup
- 1974年
  - Pick the Wildwood Flower
  - Ragged Old Flag
- 1975年
  - Lady Came from Baltimore
  - Look at Them Beans
  - My Old Kentucky Home（Turpentine and Dandelion Wine）
- 1976年
  - One Piece at a Time
  - Sold Out of Flagpoles
  - Strawberry Cake
- 1977年
  - After the Ball
  - Lady
  - Old Time Feeling
  - The Last Gunfighter Ballad
- 1978年
  - Gone Girl
  - I Would Like to See You Again
  - It'll Be Her
  - There Ain't No Good Chain Gang
- 1979年
  - (Ghost) Riders in the Sky
  - I Will Rock and Roll with You
  - I'll Say It's True
- 1980年
  - Bull Rider
  - Cold Lonesome Morning
  - I Wish I Was Crazy Again
  - Song of the Patriot
  - The Last Time
- 1981年
  - Mobile Bay
  - Without Love
  - The Baron
- 1982年
  - Chattanooga City Limit Sign
  - The General Lee
  - The Reverend Mr. Black
- 1983年
  - I'm Ragged But I'm Right
  - We Must Believe in Magic
- 1984年
  - Chicken in Black
- 1986年
  - Even Cowgirls Get the Blues
- 1987年
  - The Night Hank Williams Came to Town
- 1988年
  - That Old Wheel
- 1989年
  - Ballad of a Teenage Queen
- 1990年
  - Goin' by the Book
- 2003年
  - Hurt
- 2005年
  - Folsom Prison Blues
  - I Walk the Line
  - Ring of Fire

## 主な出演作品
- 1961年 Five Minutes to Live (主演、作曲、演奏)
- 1974年 刑事コロンボ 白鳥の歌 (トミー・ブラウン役)
- 1976年 大草原の小さな家 にせの牧師さん(ケイラブ・ホッジキス役)
- 1981年 The Pride of Jesse Hallam (主演)
- 1981年 マペット・ショー (ゲスト出演)
- 1983年 Murder in Coweta County (保安官役)
- 1985年 南北戦争物語 愛と自由への大地
- 1993～1997年 ドクタークイン 大西部の女医物語 (キッド・コール役)
- 1997年 ザ・シンプソンズ（声の出演）
- 1983年 海嶺（松竹・ワールドワイド映画社、ジョン・マクラフリン役）
- 2003年 ハンテッド (ナレーション)